# Raise Hell
Raise Hell är ett svenskt black/thrash metal-band från Stockholm som bildades 1997. Deras tidigare namn var Frost, Frozen In Time, Forlorn och till sist In Cold Blood. Eftersom sistnämnda namn var upphovsrättsskyddat blev det Raise Hell till slut.
Raise Hell är tungt influerade av Dissection på sitt debutalbum. Vid senare albumsläpp är musiken mer inspirerad av det mer kända Thrash/Gothenburgsoundet.

## Medlemmar
Nuvarande medlemmar
- Niklas Sjöström – basgitarr (1997– )
- Jonas von Wowern– gitarr (1997– ), sång (1997–2002)
- Jimmy Fjällendahl – sång (2002– )
- Sven Vormann – trummor (2014– )

Tidigare medlemmar
- Dennis Ekdahl – trummor (1997–?)
- Torstein Wickberg – gitarr (1997–2004)
- Joakim Kulo – gitarr (2004–?)

## Diskografi
Studioalbum
- 1998 – Holy Target
- 2000 – Not Dead Yet
- 2002 – Wicked is my Game
- 2006 – City of the Damned
- 2015 – Written in Blood

EP
- 2006 – To the Gallows

Samlingsalbum
- 2002 – Holy Target & Not Dead Yet

Annat
- 2001 – Nuclear Blast Festivals 2000 (delad album: Hypocrisy / Destruction / Raise Hell / Crematory /Kataklysm)